# Siccieu-Saint-Julien-et-Carisieu
Siccieu-Saint-Julien-et-Carisieu ist eine französische Gemeinde mit 601 Einwohnern (Stand: 1. Januar 2022) im Département Isère in der Region Auvergne-Rhône-Alpes. Sie gehört zum Arrondissement La Tour-du-Pin und zum Kanton Charvieu-Chavagneux. Die Einwohner werden Sicciolands genannt.

## Geographie
Die Gemeinde Siccieu-Saint-Julien-et-Carisieu liegt auf dem Plateau de Crémieu, etwa 35 Kilometer östlich von Lyon. Umgeben wird Siccieu-Saint-Julien-et-Carisieu von den Nachbargemeinden Annoisin-Chatelans im Nordwesten und Norden, Optevoz im Norden und Nordosten, Courtenay im Osten, Soleymieu im Südosten, Trept im Süden, Dizimieu im Südwesten und Westen sowie Crémieu im Westen.

## Bevölkerungsentwicklung
| Jahr                       | 1962 | 1968 | 1975 | 1982 | 1990 | 1999 | 2006 | 2012 | 2021 |
| Einwohner                  | 251  | 247  | 256  | 301  | 377  | 496  | 552  | 614  | 593  |
| Quellen: Cassini und INSEE |      |      |      |      |      |      |      |      |      |

## Sehenswürdigkeiten
- Kirche Saint-Jean-Baptiste
- romanische Kapelle Notre-Dame-de-Bon-Secours, genannt auch Kapelle der Vier Winde im Ortsteil Carisieu aus dem 13. Jahrhundert
- Kapelle Saint-Blaise (ehemals Saint-Denis) im Ortsteil Carizieu
- Schloss Saint-Julien aus dem 13. Jahrhundert

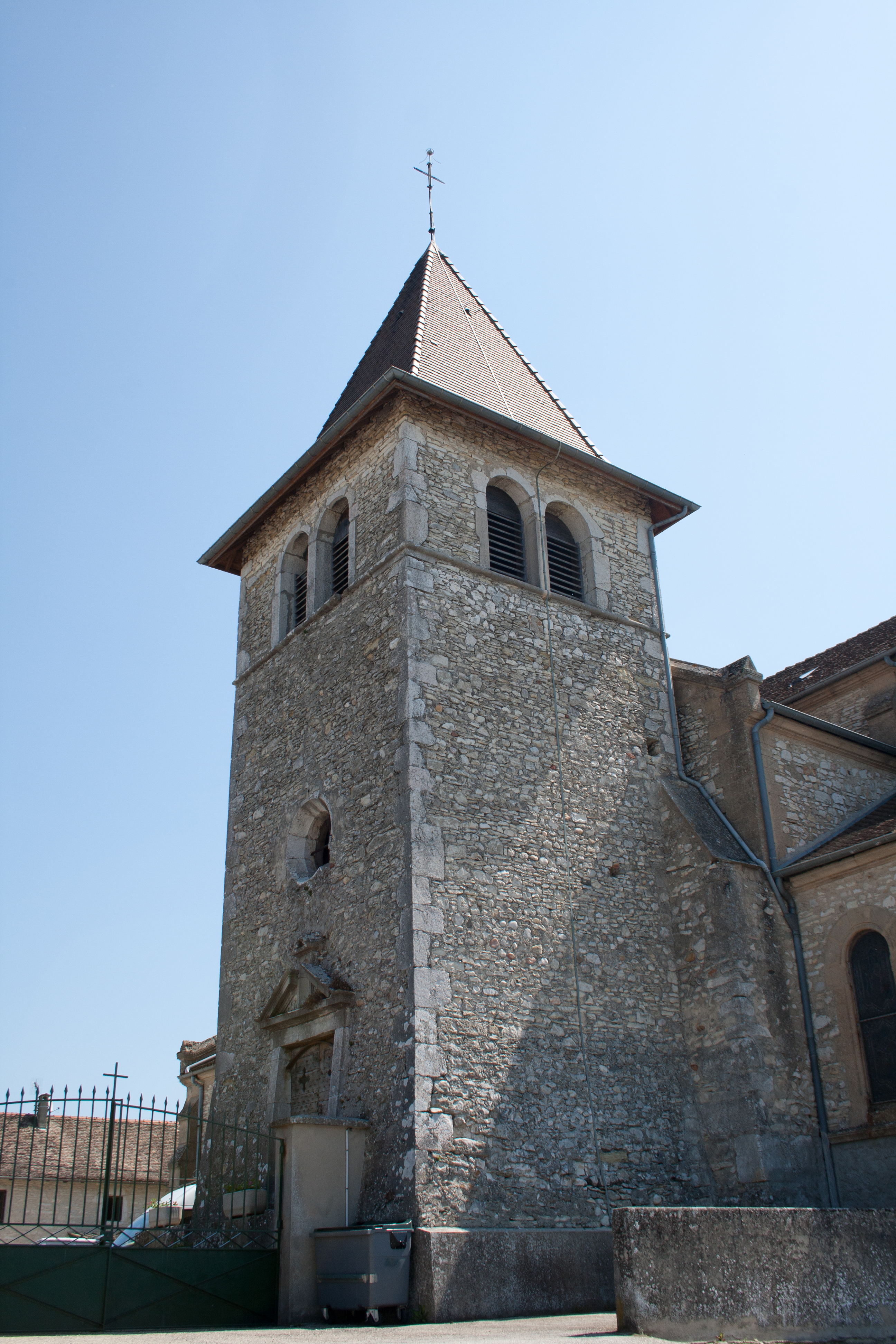
Kirche Saint-Jean-Baptiste
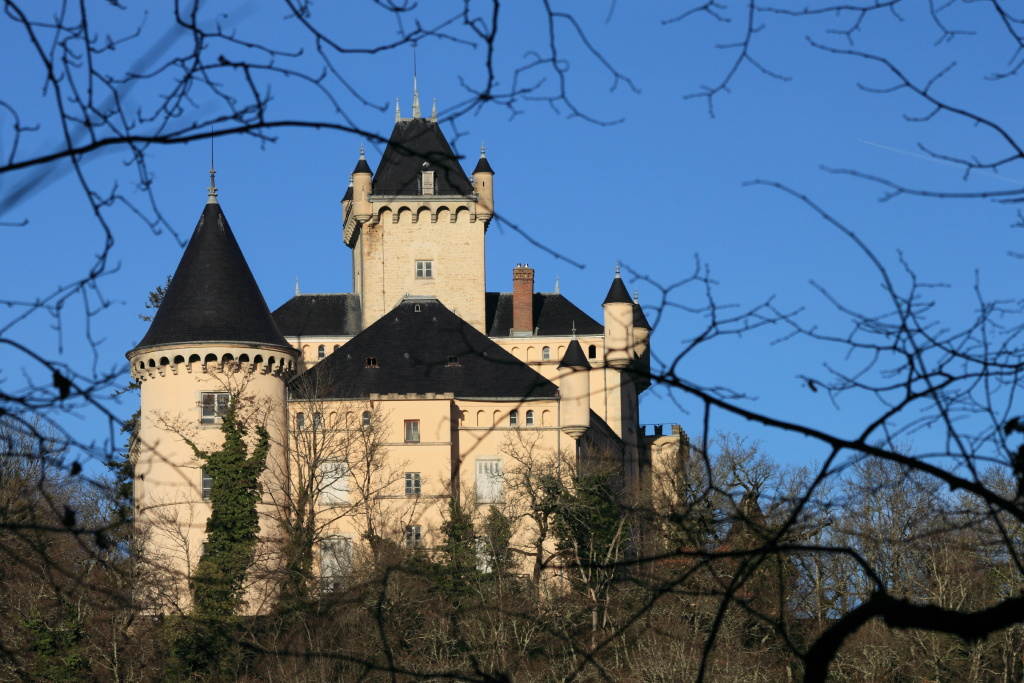
Schloss Saint-Julien
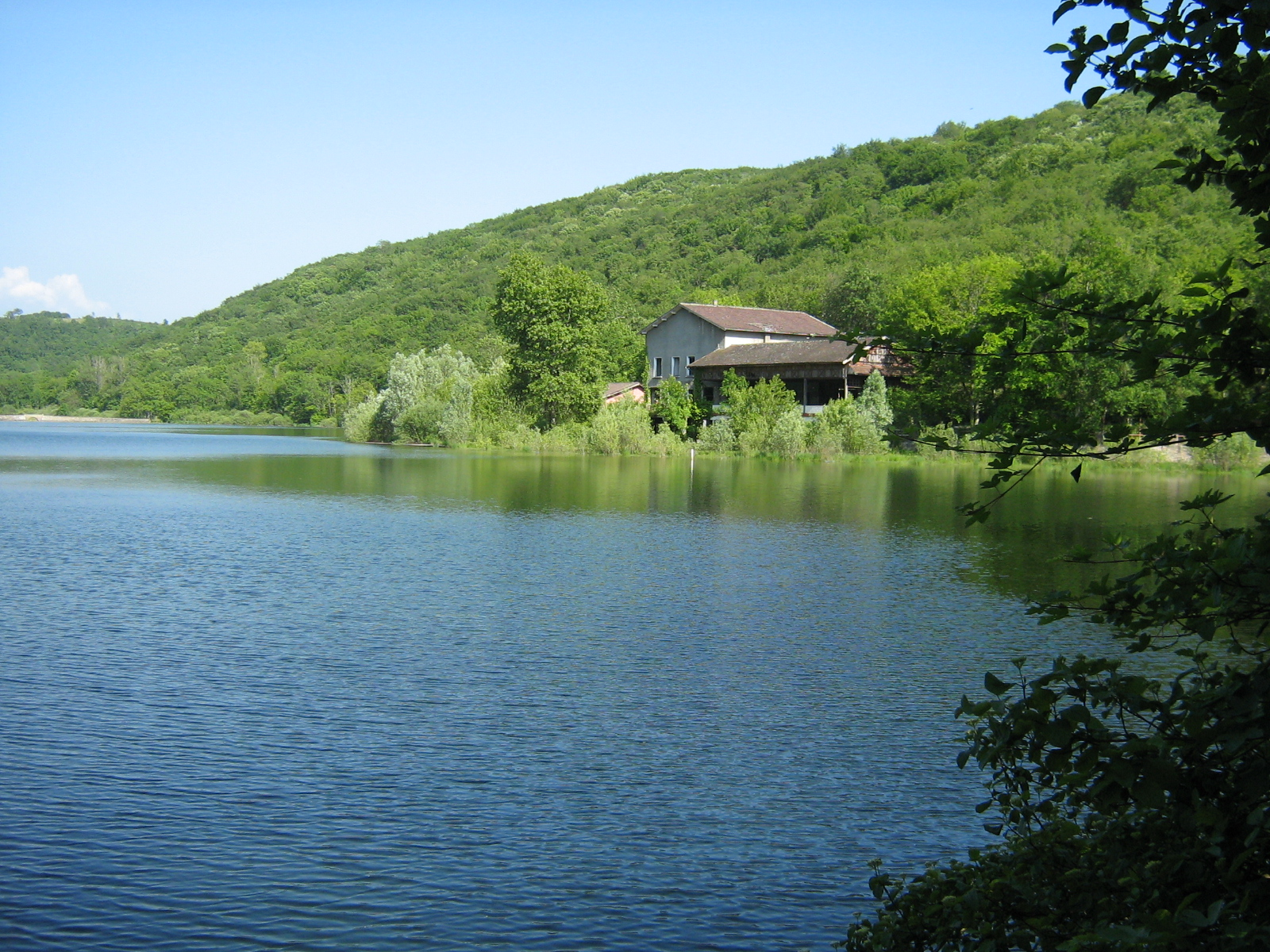
Sechs ha großer Stausee „Étang de Ry“ im Westen der Gemeinde